# الربيض (إب)

تعديل مصدري - تعديل

الربيض هي إحدى قرى عزلة بني مدسم بمديرية إب التابعة لمحافظة إب، بلغ تعداد سكانها 841 نسمة حسب تعداد اليمن لعام 2004.